# Robert Taylor Jones
Robert Taylor Jones (Rutledge, 8 febbraio 1884 – Phoenix, 11 giugno 1958) è stato un politico statunitense.
È stato il governatore dell'Arizona dal gennaio 1939 al gennaio 1941. Era rappresentante del Partito Democratico.